# Donaciinae
Sous-famille
Les Donaciinae sont une sous-famille d'insectes coléoptères chrysomélidés caractérisés par la longueur assez importante de leurs antennes.

## Liste des tribus
Selon BioLib (5 juillet 2021) :
- Donaciini Kirby, 1837
- Haemoniini Chen, 1941
- Plateumarini Böving, 1922

## Liste des genres rencontrés en Europe
- Donacia
- Macroplea
- Plateumaris

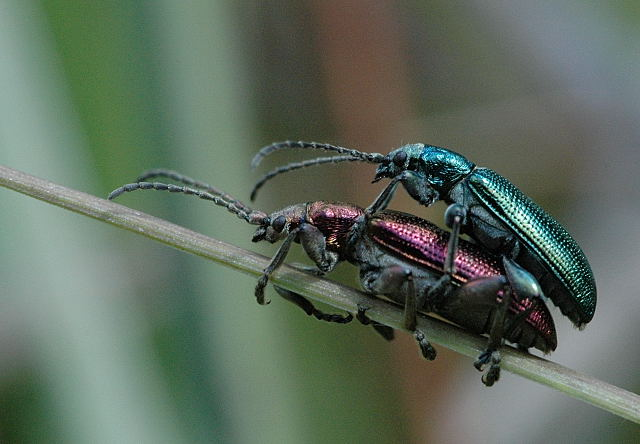
Plateumaris sericea.
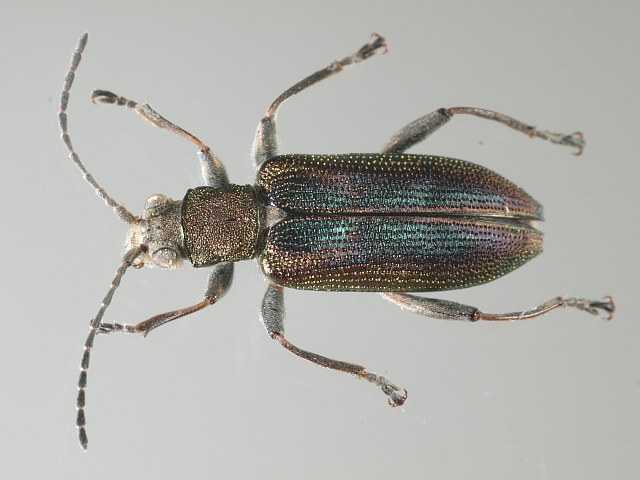
Donacia vulgaris.